# نجنة السفلي (نمة شير)
نجنة السفلی (بالفارسية: نجنه سفلی) هي قرية تقع في إيران في قسم نمة شیر الريفي. يقدر عدد سكانها بـ 311 نسمة بحسب إحصاء 2016.